# Municipio de Rioverde
El municipio de Rioverde es uno de los 59 municipios del estado mexicano de San Luis Potosí. Su cabecera es la localidad de Rioverde.

## Geografía
Colinda con los municipios de Ciudad Fernández, Rayón, Cárdenas, Villa Juárez, Santa María del Río, Santa Catarina, Ciudad del Maíz, San Ciro de Acosta y San Nicolás Tolentino. También comparte límite con el estado de Guanajuato (municipio de San Luis de la Paz). Sus ejidos más importantes son El Capulin, El Jabalí y Progreso que se sitúa en Delegación Pastora.

## Localidades
| Localidad  | Población |
| ---------- | --------- |
| Rioverde   | 49 183    |
| Progreso   | 2 122     |
| El Capulín | 2 059     |
| El Jabalí  | 1 955     |

## Presidentes municipales
| Período     | Presidente municipal              |
| ----------- | --------------------------------- |
| 1931 - 1932 | Francisco S. Martínez             |
| 1955 - 1958 | Perfecto Domínguez                |
| 1958 - 1961 |                                   |
| 1961 - 1964 | Alfonso Vega Sánchez              |
| 1964 - 1967 | Tomás González Landaverde         |
| 1967 - 1970 | Carlos Gama Morales               |
| 1970 - 1973 | Manuel Gaviño Regil               |
| 1973 - 1974 | Eduardo Izar Robles               |
| 1974 - 1976 | Fausto Izar Charre                |
| 1976 - 1979 | Odilón Martínez Rodríguez         |
| 1979 - 1982 | Margarito Ortiz Saldívar          |
| 1982 - 1985 | Alfredo Aburto Martínez           |
| 1985 - 1987 | Irene Martínez de Rivera          |
| 1987 - 1988 | Gabriel Martínez Núñez            |
| 1988 - 1991 | Fausto Izar Charre                |
| 1991 - 1994 | Pedro Luis Naif Chessani          |
| 1994        | Elsa Leticia Urbiola de Hernández |
| 1994 - 1997 | Rogelio Huerta Hernández          |
| 1997 - 2000 | Salvador Izar Noemí               |
| 2000 - 2002 | Elí Pérez Flores                  |
| 2002 - 2003 | Horacio Balderas Ávalos           |
| 2003        | Antonino García Maldonado         |
| 2003 - 2006 | Fausto Izar Charre                |
| 2006 - 2009 | Sergio Gama Dufour                |
| 2009        | Daniel Nieto Caraveo              |
| 2009 - 2012 | Hilario Vázquez Solano            |
| 2012 - 2015 | Alejandro García Martínez         |
| 2015 - 2018 | Ramón Torres Garcia               |
| 2018 - 2021 | Ramón Torres García               |
| 2021- 2027  | Arnulfo Urbiola Román             |